# S100P
S100P‏ (S100 calcium binding protein P) هوَ بروتين يُشَفر بواسطة جين S100P في الإنسان.